# Капела Светог апостола Луке у Пожеги
Капела Светог апостола Луке у Пожеги припада Епархији жичкој Српске православне цркве. Подигнута је 1930-их на Црквеном брду крај старог варошког гробља, на месту где се налазила првобитна пожешка Црква Светог цара Константина и царице Јелене.
Гробљанску капелу подигли су браћа Стојићи, потомци првог пожешког учитеља Павла Стојића: Михаило (1880-1955), Миленко (1882-1951) и Радомир (1884-1970), за вечни спомен мајци Љубици и синовима изгинулим у Првом светском рату. Посвећена је Светом апостолу и јеванђелисти Луки, породичној слави Стојића.
У крипти капеле сахрањени су поједни чланови породица Стојић, Радишић и Бонџулић.

## Историјат
Капелу је пројектовао руски архитекта Василиј Михајлович Андросов, који је неколико година раније пројектовао и нову пожешку Цркву Светог цара Константина и царице Јелене. Изградња је започета 1935. године. Након три године, капелу је освештао Владика Жички Николај Велимировић.
Уређење и меморативног црквеног платоа започето је 2014. године, када су подигнуте зграда са аркадама и звоник.

## Опис
Архитектонски дух историзма у објекту јасно је изражен. Капела је основе триконхоса, надсвођена великом куполом. Фасада је украшена низом аркада, а прочеље и врата дуборезним детаљима. Изнад врата постављена је мермерна плоча са натписом:
Храм овај
подигосмо за вечни спомен
нашој доброј мајци
Љубици
и нашој дечици
који погибоше у рату
1916. год.
Михаило Миленко Радомир
Браћа Стојићи
Унутрашњост капеле украшена је фрескама које су радили руски сликари. Резбарија на иконостасу рад је дуборезаца из Дебра.